# Bisbat de Saint-Claude
El bisbat de Saint-Claude (francès: Diocèse de Saint-Claude, llatí: Dioecesis Sancti Claudii) és una seu de l'Església Catòlica a França, sufragània de l'arquebisbat de Besançon. Al 2014 tenia 188.800 batejats sobre una població de 263.600 habitants. Actualment està regida pel bisbe Vincent Jordy.

## Territori
La diòcesi comprèn el departament francès de Jura.
La seu episcopal és la ciutat de Lons-le-Saunier. A Saint-Claude es troba la catedral de Sant Pere.
El territori s'estén sobre 4.499 km², i està dividit en 67 parròquies, agrupades en 15 vicariats.

## Història
La diòcesi va ser erigida el 22 de gener de 1742 mitjançant una butlla del Papa Benet XIV, i constituïda pel territori de l'antiga abadia territorial de Saint-Claude (les terres de Saint-Claude amb 26 parròquies), fundada per sant Romá i sant Lupici al segle v, i de territoris allunyats de les arxidiòcesis de Besançon i de Lió. Originalment era sufragània de l'arxidiòcesi de Lió.
Seguint el concordat del 29 de novembre de 1801 amb la butlla Qui Christi Domini del Papa Pius VII, la diòcesi va ser suprimida i el seu territori es va fusionar amb l'arxidiòcesi de Besançon.
Al juny de 1817 es va signar un nou concordat entre la Santa Seu i el govern francès, seguit el 27 de juliol per la butlla Commissa divinitus, amb la qual el papa va restaurar la seu de Saint-Claude. No obstant això, atès que el concordat no va entrar en vigor, ja que no va ser ratificat pel Parlament de París, aquesta erecció no va tenir efecte.
La diòcesi va ser restablerta definitivament el 6 d'octubre de 1822 amb la butlla Paternae charitatis del mateix Pius VII, amb jurisdicció sobre el territori del departament de Jura.
Des del 2002, la diòcesi s'ha convertit en part de la província eclesiàstica de l'arxidiòcesi de Besançon.

## Cronologia episcopal
- Jean-Baptiste-Joseph de Méallet de Fargues † (22 de gener de 1742 - 19 de març de 1785 mort)
- Jean-Baptiste de Chabot † (27 de juny de 1785 - 16 de setembre de 1801 renuncià)
  - Seu suprimida (1801-1822)
- Antoine-Jacques de Chamon † (16 de maig de 1823 - 28 de maig de 1851 mort)
- Jean-Pierre Mabile † (5 de setembre de 1851 - 15 de març de 1858 nomenat bisbe de Versalles)
- Charles-Jean Fillion † (15 de març de 1858 - 7 d'abril de 1862 nomenat bisbe de Le Mans)
- Louis-Anne Nogret † (7 d'abril de 1862 - 29 de gener de 1880 jubilat)
- César-Joseph Marpot † (7 de febrer de 1880 - 7 de gener de 1898 mort)
- François-Alexandre Maillet † (24 de març de 1898 - 1 de novembre de 1925 mort)
- Rambert-Irénée Faure † (12 de març de 1926 - 27 de maig de 1948 mort)
- Claude-Constant-Marie Flusin † (31 d'agost de 1948 - 10 de juny de 1975 renuncià)
- Gilbert-Antoine Duchêne † (10 de juny de 1975 - 1 de desembre de 1994 jubilat)
- Yves François Patenôtre (1 de desembre de 1994 - 30 de juliol de 2004 nomenat arquebisbe coadjutor de Sens)
- Jean Marie Henri Legrez, O.P. (22 d'agost de 2005 - 2 de febrer de 2011 nomenat arquebisbe d'Albi)
- Vincent Jordy, des del 22 de juliol de 2011

## Estadístiques
A finals del 2014, la diòcesi tenia 188.800 batejats sobre una població de 263.600 persones, equivalent al 71,6% del total.
| any  | població | població | població | sacerdots | sacerdots       | sacerdots       | sacerdots             | diaques | religiosos | religiosos | parròquies |
| ---- | -------- | -------- | -------- | --------- | --------------- | --------------- | --------------------- | ------- | ---------- | ---------- | ---------- |
| any  | batejats | total    | %        | total     | clergat secular | clergat regular | batejats por sacerdot | diaques | homes      | dones      |            |
| 1950 | 190.000  | 213.533  | 89,0     | 440       | 370             | 70              | 431                   |         | 70         | 376        | 399        |
| 1969 | 223.000  | 233.547  | 95,5     | 377       | 348             | 29              | 591                   |         | 62         | 685        | 203        |
| 1980 | 225.000  | 243.000  | 92,6     | 317       | 289             | 28              | 709                   |         | 51         | 520        | 392        |
| 1990 | 214.000  | 250.000  | 85,6     | 247       | 229             | 18              | 866                   | 4       | 35         | 340        | 392        |
| 1999 | 211.000  | 260.000  | 81,2     | 195       | 184             | 11              | 1.082                 | 10      | 26         | 248        | 74         |
| 2000 | 200.000  | 250.897  | 79,7     | 193       | 183             | 10              | 1.036                 | 11      | 24         | 248        | 68         |
| 2001 | 200.000  | 250.807  | 79,7     | 190       | 178             | 12              | 1.052                 | 13      | 27         | 245        | 68         |
| 2002 | 200.000  | 250.807  | 79,7     | 186       | 172             | 14              | 1.075                 | 14      | 26         | 238        | 68         |
| 2003 | 200.000  | 250.807  | 79,7     | 181       | 166             | 15              | 1.104                 | 14      | 30         | 225        | 68         |
| 2004 | 250.000  | 250.807  | 99,7     | 173       | 156             | 17              | 1.445                 | 14      | 32         | 210        | 68         |
| 2010 | 183.000  | 258.000  | 70,9     | 122       | 121             | 1               | 1.500                 | 15      | 13         | 144        | 67         |
| 2014 | 188.800  | 263.600  | 71,6     | 98        | 91              | 7               | 1.926                 | 13      | 19         | 144        | 67         |